# エンゼル館
エンゼル館（エンゼルかん、英語: Angel Kwan）は、かつて存在した日本の映画館である。のちに松竹エンゼル館（しょうちくエンゼルかん）と改称した。

## 概要

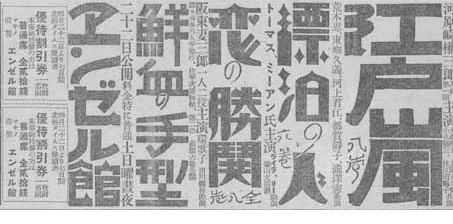
『北海タイムス』1927年4月22日付に掲載された同館の広告。

ジェームズ・ガーディナーのガーディナー建築事務所の技師荒木賢治が設計・施工した。経営したのは、江戸・本所出身の佐藤市太郎で、1907年（明治40年）に旭川、1910年（明治43年）に札幌、1911年（明治44年）に小樽、室蘭、帯広、釧路、常呂郡野付牛村（現在の北見市）にそれぞれ「神田館」という活動写真常設館（現在でいう映画専門館）を建設した人物である。1960年（昭和35年）発行の『旭川市功労者伝』には、エンゼル館が札幌の神田館と同じ年に建てられたとあるが、1913年（大正2年）7月9日の『北海タイムス』の記事によれば、「大正2年」（1913年）に竣工、開業したと報じられている。
1927年（昭和2年）4月22日付『北海タイムス』に同館が出した広告によれば、沼田紅緑監督の『江戸嵐』や富沢進郎監督の『漂泊の人』のようなマキノ・プロダクション製作の新作だけでなく、マキノ映画製作所が1923年（大正12年）に製作した沼田監督の『鮮血の手型 前篇・後篇』のような旧作や、パラマウント映画が1925年（大正14年）に製作したA・エドワード・サザーランド監督の『恋の勝鬨』といったアメリカ映画も、同じ週の番組として上映していた。同年、報知新聞の招待で来日したノルウェーの探検家ロアール・アムンセンが札幌での講演を、同年7月3日、同館で行っている。
1953年（昭和28年）の時点で札幌市内の映画館は17館に増加。その後も札幌日活劇場、東宝日本劇場、東宝公楽劇場などが相次いでオープンし競争が激化。エンゼル館は1957年（昭和32年）に閉館した。跡地は現在、札幌フコク生命越山ビルの敷地の一部である。

## おもな上映作品

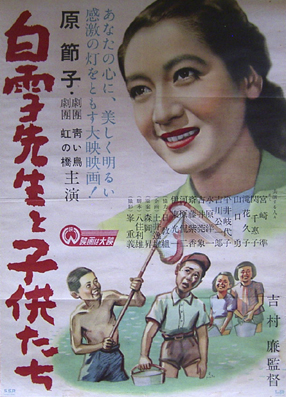
1950年にエンゼル館で上映されていた大映作品『白雪先生と子供たち』（監督・吉村廉）。ポスター写真右上は主演の原節子。

- 『母性の愛』 Just Around the Corner : 監督フランシス・マリオン、パラマウント映画、1921年
- 『江戸嵐』 : 監督・脚本沼田紅緑、マキノ・プロダクション、1927年[5]
- 『漂泊の人』 : 監督富沢進郎、原作・脚本久保為義、マキノ・プロダクション、1927年[5]
- 『鮮血の手型 前篇・後篇』 : 監督沼田紅緑、原作・脚本寿々喜多呂九平、マキノ映画製作所、1923年（同館では1927年）[5]
- 『恋の勝鬨（英語版）』 : 監督A・エドワード・サザーランド（英語版）、パラマウント映画、1925年（同館では1927年）[5]
- 『白雪先生と子供たち』 : 監督吉村廉、大映、1950年
- 『あなたと共に』 : 監督大庭秀雄、松竹、1955年